# العنف القائم على أساس نوع الجنس في المدارس
يمكن تعريف العنف القائم على أساس نوع الجنس في المدارس (SRGBV) بأنه أفعال أو تهديدات بالعنف الجنسي أو  البدني أو النفسي يحصل في المدارس و حولها.   ويعزى هذا النوع من العنف إلى الأعراف والقوالب النمطية الجنسانية. يمكن أن تشمل الإساءة اللفظية، والتّنمر، والاعتداء الجنسي، والتحرش،  وأنواع أخرى من العنف. ينتشر العنف القائم على أساس نوع الجنس في المدارس على نطاق واسع في جميع أنحاء العالم وهو شائع في العديد من المجتمعات. يعاني ملايين الأطفال والأسر من هذا النوع من العنف.  تم الإبلاغ عن الحوادث المتعلقة بالعنف القائم على أساس نوع الجنس في المدارس  في جميع بلدان ومناطق العالم.

## أطر الرصد والتقييم لتتبع التدخلات بشأن العنف القائم على نوع الجنس في البيئة المدرسية
الاستثمار في المراقبة والتقييمات لتدخلات العنف القائم على نوع الجنس في البيئة المدرسية يسمح برصد التقدم نحو معالجة هذه القضية؛ وأيضاً يمكن الرصد والتقييم القوي للبرنامج أصحاب المصلحة من تحديد التدخلات والممارسات الواعدة أو الناجحة. ومن شأنه أن يسهل مشاركة المعلومات حول ما يصلح وما لا يصلح. ينبغي أن يحدد إطار الرصد والتقييم الخطوط العريضة للرصد على مستويات مختلفة بما في  ذلك على مستوى المدارس (على سبيل المثال، استخدام الانضباط الإيجابي، أو نظام الإبلاغ عن العنف) وعلى مستوى المقاطعات والمستوى الوطني (على سبيل المثال تدريب المعلمين أو وضع السياسات).

### مؤشرات لتتبع التقدم
يمكن استخدام مؤرشات العنف القائم على النوع الاجتماعي في البيئة المدرسية من أجل ضمان توفير الخدمات المستهدفة والفعالة على نحو ملائم؛ ومراقبة المسارات والتقدم في منع العنف القائم على النوع الاجتماعي في البيئة المدرسية والاستجابة له؛ وتقييم تأثيرالتدابير المتخذة.
| المؤشرات النوعية | وسائل التحقق |
| 1 . زیادة استخدام أساليب الانضباط الايجابية في المدرسة (من قبل المدرسين وعرفاء الفصول وإدارة المدارس) - تطوير قواعد الفصل الإيجابية وعرضها في الفصول - استخدام المدرسين تقنيات المدح والثناء والتعزيز الإيجابي أثناء الدروس - القضاء على العقوبة البدنية - وضع سياسة انضباط واضحة (وفهمها) على مستوى المدرسة                                                                  | ملاحظات الفصول الدراسية، المقابلات، مناقشات مجموعات التركيز                                                                                 |
| 2 .زيادة ممارسة المدرسين لمنهجيات التدريس التي تركز على الطفل وتراعي اعتبارات النوع الاجتماعي | ملاحظات الفصول الدراسية، المقابلات، مناقشات مجموعة التركيز                                                                                  |
| 3 .زيادة وعي ”الآباء والمجتمعات“ بالحقوق والقيم المتساوية الممنوحة لتعليم الفتيان والفتيات - يحدد الملجتمع الآليات ويتخذ إجراءات لمنع العنف القائم على النوع الاجتماعي في البيئة المدرسية وتشجيع بيئة مدرسية آمنة. | خطط مجموعة التركيز على مستوى المجتمع، خط الأساس (المرجع) وخط النهاية (الذي يرتبط بالتسجيل والحضور)                                          |
| 4.زيادة المعرفة والمواقف والممارسات فيما يتعلق بالنوع الاجتماعي والعنف القائم على النوع الاجتماعي في المجتمع المدرسي - زيادة الإبلاغ عن الحوادث بالنسبة لخط الأساس أو المرجع - توقيت اتخاذ الاجراءات للحالات المبلغ عنها. -مراقبة من يقوم بالإبلاغ - رصد الحالات المقدمة والمطروحة من قِبَل المجتمع                                                                             | خط أساس المعرفة والمواقف والممارسات وخط النهاية، تقييم الأثرعند النهاية، المقابلات، مناقشات مجموعة التركيز، السجلات المدرسية، توثيق الحالات |
| وتشمل المؤشرات الكمية: زيادة معدلات التحاق الفتيات بالمدارس والحضور والاستبقاء واستكمال الدراسة للفئات المتضررة؛ تحسين التحصيل الدراسي للفتيات. (ملاحظة: في هذه الحالة، تركز المؤشرات الكمية على الفتيات، ولكن يمكن تكييفها لنطاق أوسع من الأطفال المعرضين للإصابة بالعنف القائم على النوع الاجتامعي في البيئة المدرسية، مثل الفتيان، والمثليين، والأشخاص ذوي الإعاقات، إلخ ) | |

### جمع البيانات والرصد على نطاق المنظومة (نظام معلومات إدارة التعليم)
نظام جمع المعلومات الجيد والموثوق به والذي يجمع البيانات على مستوى المدرسة (إما عن طريق النظم الورقية أو عبرالإنترنت) ثم يدخلها في نظام مركزي هو أساس الإدارة الفعالة والتخطيط والرصد لنظام التعليم الوطني. فالمعلومات المتعلقة بطبيعة ونطاق العنف القائم على النوع الاجتماعي في البيئة المدرسية مهمة للوزارات الرئيسية الأخرى للمساعدة في إبلاغ استجابة متعددة القطاعات. وفي دراسة أعدتها منظمة بلان إنترناشونال، لم يكن هناك سوى سبعة من أصل 49 بلداً املكت أنظمة لتسجيل حوادث العنف في المدارس، ومع ذلك يوجد عدد أقل ممن قام بجعل هذه البيانات متاحة للجمهور. تم تحديد النظم المتاحة واستخدامها من قِبَل الدراسة وفقا للفئات التالية
- نظام وطني لجمع البيانات لحوادث العنف المدرسي
- سجلات الشرطة لحوادث العنف المدرسي
- سجلات النظام القضائي لحوادث العنف المدرسي
- سجلات النظام الصحي لحوادث العنف المدرسي
- الشرطة والنظام القضائي و /أو النظم الصحية التي تتبادل المعلومات حول حوادث العنف المدرسي
- بيانات عن حوادث العنف المدرسي التي تمت إتاحتها للجمهور
| في عام 2011، قامت اليونيسف ووزارة التعليم والرياضة في أوغندا بتطوير نظام لجمع البيانات القائم على الهواتف الجوالة EduTrac ، لجمع بيانات بصورة فورية وفي الوقت الحقيقي عن المدارس. يرسل مديروا المدارس والمدرسون الأوائل البيانات إلى النظام على أساس منتظم باستخدام الهواتف المحمولة. تختلف الجداول حسب المعلومات المطلوبة - على سبيل المثال، أسبوعياً لحضور التلميذ، شهرياً للتقارير المتعلقة بإساءة معاملة الأطفال، ولفرتة محددة للحصول على المنح المقدمة إلى المدارس. البيانات التي تم جمعها بواسطة هذا النظام (EduTrack )ساعد على تحسين التخطيط التعليمي واستكمال هياكل الرصد والإبلاغ. وبحلول نهاية عام 2014، كان ما يقرب من نصف المدارس في أوغندا (48 بالمائة) يستخدم النظام للإلبلاغ عن حالات العنف إلى الحكومة. كما يرتبط Edutrac ارتباطا ً وثيقاً ب(Ureport (www.ureport.ug وهي أداة مراقبة اجتماعية مجانية تعتمد على الرسائل النصية القصيرة للشباب الأوغندي للتحدث بصراحة عن القضايا المتعلقة بهم. يعمل الإيديو تراك على تحليل هذه البيانات بانتظام من أجل القضايا المتعلقة بالتعليم التي يرسلها الشباب في مجتمعاتهم، بما في ذلك حالات الإساءة والعنف. |

### تحليل الحالة / تقييم الاحتياجات
تساعد تحليلات الوضع على فهم العديد من العوامل السياقية مثل
- طبيعة ونطاق وحجم العنف القائم على النوع الاجتماعي في البيئة المدرسية
- الأسباب الجذرية وعوامل الخطر
- معرفة ومواقف وسلوكيات الأطراف الفاعلة الرئيسية بالعنف القائم على النوع الاجتماعي في البيئة المدرسية بما في ذلك الفتيات والفتيان
- هياكل الإبالغ والإحالة
- وجود وعمل الاستجابات أو الإحالات المنسقة
- خدمات الدعم المتاحة (رسمية أو غيررسمية )
- القوانين والسياسات والخطط التي تعالج العنف القائم على النوع الاجتماعي في البيئة المدرسية

| في عام 2005 ،كجزء من برنامج المدارس الآمنة التابع للوكالة الأمريكية للتنمية الدولية في مالوي، أجريت أبحاث تكوينية تشاركية لفهم تجارب الأولاد والبنات في موضوع العنف المدرسي. رسم المشاركون عنكبوت الإيذاء مع كل ساق تمثل نوع من الاعتداء الذي يحدث في المدرسة وحولها. ثم قام كل تلميذ في المجموعة برسم عدد متساوي من النقاط (أو البذور الموضوعة) لترتيب الإساءات المحددة وفقاً لتكرارها وشدتها في حد تصورهم. ولم ينص الميسرون على أنواع الانتهاكات التي تشكل العنف القائم على النوع الاجتماعي في البيئة المدرسية، ولكنهم سمحوا للتلاميذ بذكر كل تلك الإساءات التي تعرضوا لها أو تمت ملاحظتهم لها أثناء أو في طريقهم إلى المدرسة وكشف تحليل الفرق بين العناكب التي تسيء معاملة البنات والأولاد أن عدة أنواع من العنف والإيذاء كانت قائمة عى ل النوع الاجتماعي. فعلى سبيل المثال، ذكر أكثر من نصف الفتيات (54 بالمائة) أن الصبيان يقومون بملامسة جنسية غير ملائمة، وقالت نصفهن تقريباً (49 بالمائة)أن الفتيات تتم مراودتهن من قِبَل المدرسيين الذكور. استخدمت نتائج هذا البحث التكويني للمساعدة في زيادة الوعي والمشاركة والمساءلة على المستويات الوطنية والمؤسسية والمجتمعية والفردية للعنف القائم على النوع الاجتماعي في البيئة المدرسية. |

### تقييم التأثير والعمليات
هناك عدة أنواع مختلفة من التقييم وهما
- تصميم أو تقييم مسبق : يعمل على دعم تعريف أهداف البرنامج الواقعية، والتحقق من فعالية التكلفة وإمكانات البرنامج الذي سيتم تقييمه.
- تقييم العملية: يساعد في العثور على إجابات حول ”كيف“ و ”لماذا“ يعمل برنامج العنف القائم على النوع الاجتماعي في البيئة المدرسية أو لا يعمل
- تقييم نتائج من أجل الغرض أو تقييم منتصف المدة: حيث يسمح للتأمل في منتصف المدة وتمكين تصحيح المسار.
- تقييم النتائج: مفيد لفهم عمليات التغيير على مستوى نتائج الإطار المنطقي، ولكنه عادة لا يركز بشكل صريح على الأثر.
- تقييم الأثر: فعادةً ما تستهدف التأثيرات طويلة الأجل، مثل التغييرات في انتشار العنف القائم على النوع الاجتماعي في البيئة المدرسية أو المعايير الاجتماعية.

### الاعتبارات المنهجية والأخلاقية والأمنية
يعتبر البحث حول العنف القائم على النوع الاجتماعي في البيئة المدرسية حساساً للغاية بالنسبة للنهج المنهجية  لذا يجب على الباحثين الذين يجمعون البيانات حول العنف القائم على النوع الاجمتاعي في البيئة المدرسية النظر في القضايا المنهجية التالية:
- تعريفات العنف القائم على النوع الاجتماعي في البيئة المدرسية: من المهم تجنب غموض المصطلحات مثل ”التنمر“ أو ”المضايقة“ أو ”العنف“ أو ”العقاب البدني“، بحيث أنها مفتوحة للتفسير. بدلاً من ذلك، يجب على الباحثين تسمية أعمال العنف الفعلية، والتي هي أقل عرضة للتفسير ويمكنها تعزيز صلاحية الدراسة. عى ل سبيل المثال، «سحبت من ملابسي»، «قُدّمت تعليقات سيئة ونكات عن مظهري»،« هُددت بإيذايئ»، «صُفعت» أو «عُرض علي الحصول على علامة جيدة مقابل ممارسة الجنس»[10]
- توضيح معايير الوقت: استخدمت دراسة استقصائية حول العنف القائم على النوع الاجتماعي في البيئة المدرسية والعنف ضد الأطفال مجموعة من الفترات الزمنية المختلفة لتقييم الانتشار. على سبيل المثال: يسأل الاستقصاء الدولي للعنف ضد الأطفال عن تجارب أنواع مختلفة من العنف “في آخر 12 شهراً”، وكذلك عن السن عند حدوثه لأول مرة. وبحث بلان إنترناشيونال والمركز الدولي للبحوث المتعلقة بالعنف القائم على النوع الاجتماعي في البيئة المدرسية الخاص بالمرأة (2011) في خمسة بلدان في آسيا عن تجربة العنف في المدارس في آخر 6 أشهر. ويسأل استطلاع صحة الطلاب العالمي التابع لمنظمة الصحة العالمية عن تجارب التنمر اللفظية والبدنية «خلال الثلاثين يوماً الماضية». وكذلك تسأل الجمعية الدولية للوقاية من إساءة معاملة الأطفال وإهمالهم من خلال أداة فحص إساءة معاملة الأطفال حول تجارب العنف على مدى العمر وتجارب العنف خلال الأسبوع الماضي. ولكن حتى الآن، لا يوجد توافق في الآراء حول أي معيار للوقت أكثر ملاءمة للبحث حول العنف القائم على النوع الاجتماعي في البيئة المدرسية - سيعتمد الكثير من ذلك على طبيعة البحث وغرضه. ومع ذلك، من المهم أن نضع في اعتبارنا أنه من الصعب على الأطفال الصغار أن يتذكروا الأطر الزمنية الأطول. للتغلب على هذا التحدي، يمكن أن ترتكز الأطر الزمنية على أحداث مثل بداية العام الأكاديمي.
- عدم الاستجابة أو «الاحتساب الناقص»: قد لا يرغب المجيبون في الإفصاح عن أنهم قد تعرضوا للعنف، ربما بسبب الخوف من الانتقام أو المحرمات أو الشعور بالذنب أو الخجل. في بعض الحالات، قد لا يرى الأطفال والشباب تجربة معينة كعمل من أعمال العنف أو الإساءة، لأنهم قد يعتبرونها طبيعية. يمكن أن يساعد البحث التكويني في تحديد الاختلافات في اللغة، بالإضافة إلى مساعدة الطلاب على تعلم سلوكهم المناسب وغير المناسب.
- العد المزدوج (أو زيادة) الاحتساب: عند استخدام البيانات القائمة على الخدمة، قد يتم حساب الشخص أو الحادث أكثر من مرة. قد تكون هناك حالات الإفراط في الإبلاغ من قِبَل المشاركين /الجناة، حيث يمكن اعتبار العنف ضد الفتيات مظهراً للذكورة.
- تحيز أخذ العينات ومكان الدراسة: تتعرض الدراسات المدرسية لمخاطر التحييز عند أخذ العينات، مع الخوف من العنف والخوف من الكشف عن العنف الذي يؤثر على الحضور المدرسي في يوم الدراسة. كما استخدمت الدراسات الاستقصائية للأسر المعيشية لقياس العنف القائم على النوع الاجتماعي في البيئة المدرسية، على الرغم من أن ذلك يمكن أن يقدم أيضاً مخاوف منهجية وأخلاقية بسبب العنف الذي قد يوجد في المنزل.[11]
- استخدام المنهجيات الملائمة للأطفال وموظفي التعداد المدربين أمران أساسيان لقياس التغيير ولإثارة المعلومات بشأن القضايا الحساسة من الأطفال والشباب.
- احترام الخصوصية والسرية يعني ضمان الخصوصية فيما يتعلق بحجم المعلومات التي يريد الطفل الكشف عنها أو مشاركتها، ومع من.